# Ànguel Kerezov
Ànguel Kerezov   (Prisseltsi, 24 de juliol de 1939) és un lluitador búlgar, ja retirat, especialista en lluita grecoromana, que va competir durant la dècada de 1960.
El 1964 va prendre part en els Jocs Olímpics d'Estiu de Tòquio, on guanyà la medalla de plata en la prova del pes mosca del programa de lluita grecoromana. En el seu palmarès també destaquen dues medalles al Campionat del món de lluita, d'or el 1966 i de bronze el 1965.